# Edi Rama
Edi Rama (* 4. července 1964 Tirana) je albánský politik, diplomat, umělec, spisovatel a bývalý basketbalista, který je od roku 2013 albánským předsedou vlády.
Od roku 2005 je členem a vůdcem Socialistické strany. Před nástupem do funkce předsedy vlády zastával řadu vládních a diplomatických funkcí. Působil jako ministr kultury, mládeže a sportu od roku 1998 do roku 2000. Poté byl starostou Tirany po dobu tří po sobě jdoucích volebních období – od roku 2000 do roku 2011.
Rama se narodil a vyrůstal v Tiraně. Po absolvování Akademie umění v roce 1982 strávil čtyři roky ve Francii, kde chtěl začít uměleckou kariéru. V roce 1998, po smrti otce, se vrátil do Albánie a oficiálně zahájil svou politickou kariéru. Poté byl předsedou vlády Fatosem Nanem jmenován ministrem kultury, mládeže a sportu. V roce 2000 Rama oznámil svůj záměr vést město Tirana. Primátorské volby skončily jeho vítězstvím, získal téměř 57 % hlasů. Během svého prvního funkčního období byl Rama zvolen nejlepším primátorem světa 2004. V roce 2013 byla pověřen, aby vytvořil 33. albánský vládní kabinet a stal se předsedou vlády Albánie po volbách v roce 2013; jeho Socialistická strana získala většinu míst v kabinetu.
Jednou z jeho priorit je posílení hospodářství a demokratizace státních institucí. Hraje ústřední roli při vyjednávání berlínského procesu.[zdroj⁠?!] Během svého působení uskutečnil řadu reforem, včetně restrukturalizace a modernizace soudnictví, důkladnou reformu veřejné správy, sociálního a důchodového systému. Jeho vláda rovněž postavila do centra svého programu rovnost pohlaví – téměř 50 % ministrů vlády jsou ženy, což je rekord v historii země.[zdroj⁠?!]

## Mládí
Edi Rama se narodil 4. července 1964 v Tiraně do rodiny sochaře Kristaqa Ramy z Drače a Anetě Rama (rozené Koleka), absolventky medicíny z obce Vuno nedaleko města Vlorë. Jeho otec Kristaq Rama byl známým sochařem své doby, autorem několika památníků, např. Monumenti i Pavaresise (Památník nezávislosti), památník Shote Galice v Kukësi a socha Matky Albánie na hřbitově Národních mučedníků v Tiraně.
Rama začal malovat v dětství. Během jeho dospívání si jeho talentu všimli dva přední albánští malíři Edi Hila a Danish Juniku. Oba povzbuzovali Ramu, aby své nadání profesionálně rozvíjel. V roce 1982 se proto Rama rozhodl věnovat se malířské kariéře a přihlásil se na Fakultu výtvarných umění Univerzity v Tiraně.
Jako dospívající se Rama věnoval sportu jako profesionální hráč basketbalového klubu Dinamo Tirana. Byl také členem národního basketbalového týmu v Albánii. V době konce komunistického režimu organizoval na Akademii umění několik otevřených studentských setkání, na nichž byl režim veřejně odsouzen.
Po pádu komunismu v Albánii se zapojil mezi prvními do demokratického hnutí. Vstoupil do studentského hnutí, ale brzy jej opustil po ideologických sporech se Salim Berishou. V roce 1994 se Rama rozhodl odejít do Francie se záměrem založit uměleckou kariéru tam. Společně se svým bývalým studentem a později blízkým přítelem Anrim Salou se Rama zúčastnil mnoha výstav.

## Politická kariéra
V lednu 1997, během jedné z návštěv Albánie, byl fyzicky napaden. Obecně se soudilo, že bitím příslušníci tajné služby SHISH potrestali Ramu za jeho otevřenou kritiku vlády Sali Berishy.
V roce 1998, když byl v Albánii na pohřbu svého otce, jej tehdejší předseda vlády Fatos Nana požádal, aby se stal novým ministrem kultury, mládeže a sportu. Rama se rozhodl přijmout nabídku, a tak se poprvé zapojil aktivně do politiky. Jako ministr se Rama okamžitě stal známým svou extravagancí. Jeho inovativní kulturní projekty spolu s netradičním oblečením a vzpurným politickým stylem pomohly Ramovi dosáhnout bezprecedentní úrovně podpory mezi mladými lidmi, což pomohlo rozvinout jeho politickou kariéru.

## Starosta
V říjnu 2000 se Rama zúčastnil voleb na Tiranskou radnici. Zvítězil jako nezávislý kandidát, podporovaný socialistickou stranou, proti spisovateli Besniku Mustafajovi. Po nástupu do úřadu rozvinul radikální kampaň, která vrátila nemalé části centra albánské metropole a řece Lana jejich původní podobu. Byly strženy četné nelegálně vzniklé stavby. Rama si v zahraničí získal mezinárodní uznání tím, že nechal přemalovat fasády mnoha domů z 50. let 20. století, které po několika desítkách let působily více než neutěšeně. Nové barvy daly městu jedinečný styl a přilákaly pozornost turistů. Tento program změny získal Ramovi cenu Nejlepšího starosty světa v roce 2004.
Jako starosta nechal vypracovat nový územní plán města Tirany včetně projektu rekonstrukce Skanderbegova náměstí. Zasadil tisíce nových stromů a prosadil ekologická opatření pro zlepšení života ve městě. Rama také rozšířil stávající silnice a nechal vydláždit nové. Podle zprávy UNDP sehrál Rama zásadní roli při modernizaci místní správy, posílení obcí a poprvé poskytnutí skutečné moci ovlivnit život jejich komunit.
Jeho úspěšná politika mu získala další dva po sobě jdoucí mandáty starosty Tirany. Porazil právníka Spartaka Ngjelu v roce 2003 a kandidáta Demokratické strany Albánie Sokola Olldashio v komunálních volbách v roce 2007. V místních volbách v roce 2007 trvalo sčítání hlasů 6 dní. Sčítání navíc bylo často přerušováno, což vyvolalo pozdvižení v diplomatickém sboru. Dne 14. května 2011 po ukončení sčítání byl Edi Rama s nepatrným náskokem 49,7 % hlasů prohlášen za vítěze. Kandidát za demokratickou stranu Lulzim Basha však s výsledkem hlasování nesouhlasil a žádal o soudní přepočítání hlasů. Basha spor vyhrál a přestože Ramovi stoupenci kritizovali výsledek procesu, pro Ramu se jednalo o konec ve funkci starosty Tirany.

## Opozice
V říjnu 2005 se Rama stal lídrem Socialistické strany po odstoupení Fatose Nana. V nadcházející politické kampani se rozhodl využít svoji popularitu někdejšího starosty Tirany. Rama změnil nešťastný obraz hlavní levicové strany a povzbudil mnoho mladých intelektuálů, podnikatelů a umělců, aby se k ní připojili. Během svého působení byl Rama inspirován progresivní politikou "New Labour" Tony Blaira a "Třetí cesty" Anthonyho Giddense, volající po "třetím směru mezi tradičním pravým a levým uspořádáním".
Volby v roce 2009 byly ve svém průběhu poznamenány značnými nesrovnalostmi. Socialistická opozice požádala o přepočet hlasovacích lístků. Berisha odmítl přepočítání hlasů na základě toho, že albánská ústava takový postup nezná. Z tohoto důvodu žádal opozici v parlamentu, aby pomohla Berishovi změnit ústavu, ale socialistická strana odmítla. Politická krize mezi vládou a opozicí se časem zhoršila, když se socialisté po dobu několika měsíců neúčastnili práce parlamentu a uskutečnili také protestní hladovku, aby vyvolali vnitřní a mezinárodní podporu. EU se pokusila o smírčí řízení, které skončilo neúspěchem.

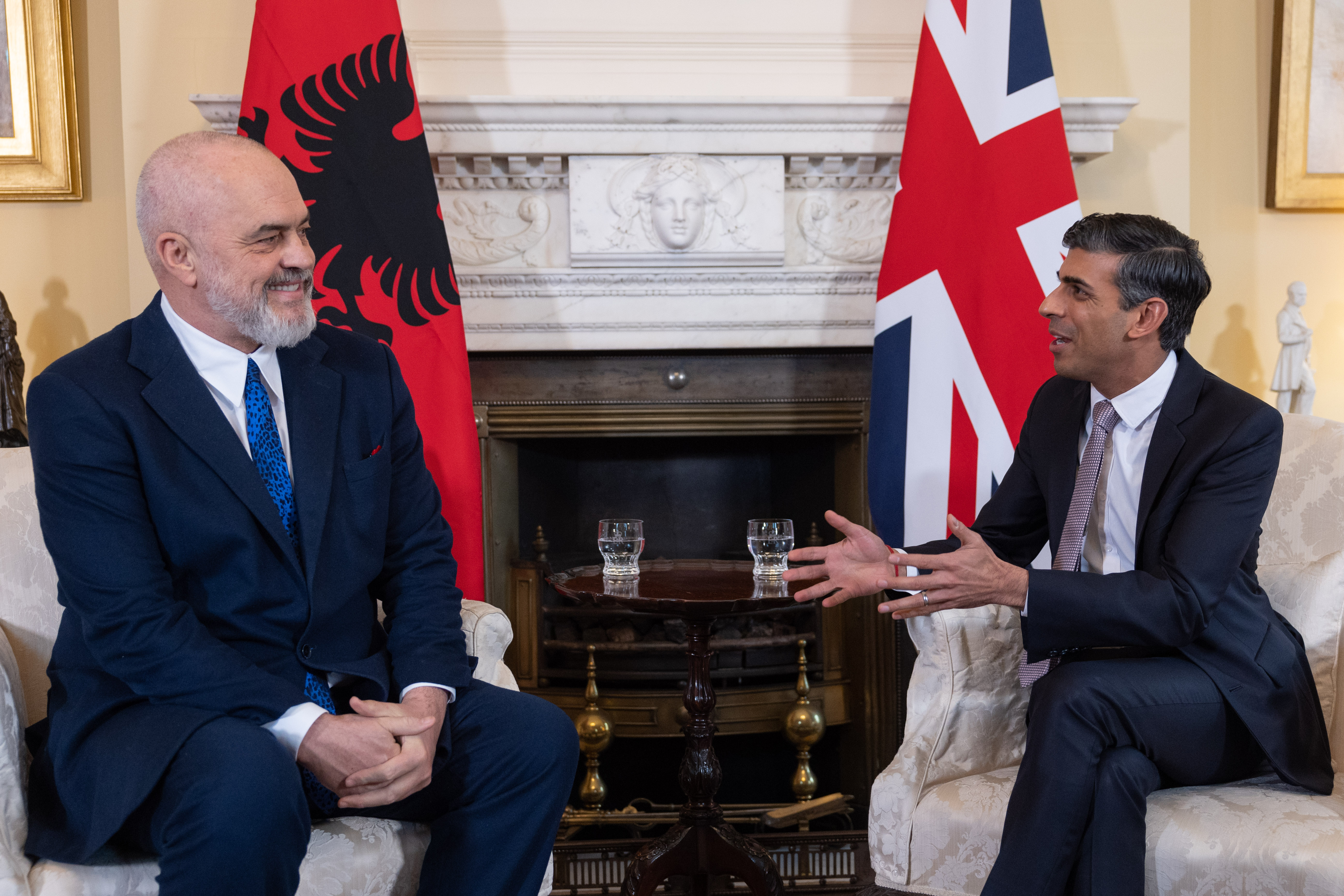
Edi Rama a Rishi Sunak při jednání v londýnském sídle britských premiérů v Downing Street č. 10 (březen 2023)

Během parlamentních voleb v roce 2013 vedla Socialistická strana Edi Ramy koalici levicových stran. Podařilo se jí zvítězit na celostátní úrovni proti konzervativní koalici Sali Berishy z Demokratické strany Albánie. Ramova platforma, přezdívaná "Renesance", vycházela ze čtyř pilířů: evropské integrace, ekonomické revitalizace, obnovy veřejného pořádku a demokratizace státních institucí.
15. září 2013 se Rama stal 33. předsedou albánské vlády. Během své volební kampaně si za hlavní téma zvolil návrat veřejného pořádku. V roce 2013 mohla albánská policie aktivně pokrýt pouze 55 % území. Albánská vláda proto investovala do modernizace, výcviku a zlepšení hmotné situace policistů. Policie získala mezinárodní uznání, když v roce 2014 uskutečnila velmi úspěšnou operaci ve městě Lazarat, které bylo známé produkcí omamných látek.

Rama se rozhodl modernizovat soudní systém v Albánii, který byl v té době jedním z nejméně efektivních soudních systémů v Evropě. V roce 2016 parlament schválil "prozatímní zákon". Na základě tohoto zákona mohl být každý soudce nebo prokurátor, který nedokázal vysvětlit zdroj svého majetku nebo pochybné rozsudky v minulosti, doživotně diskvalifikován. V listopadu roku 2016 Evropská unie uvedla, že úspěšná pravidla pro odvolávání zkorumpovaných soudců a státních zástupců jsou jediným kritériem, které je třeba splnit před zahájením přístupových rozhovorů.

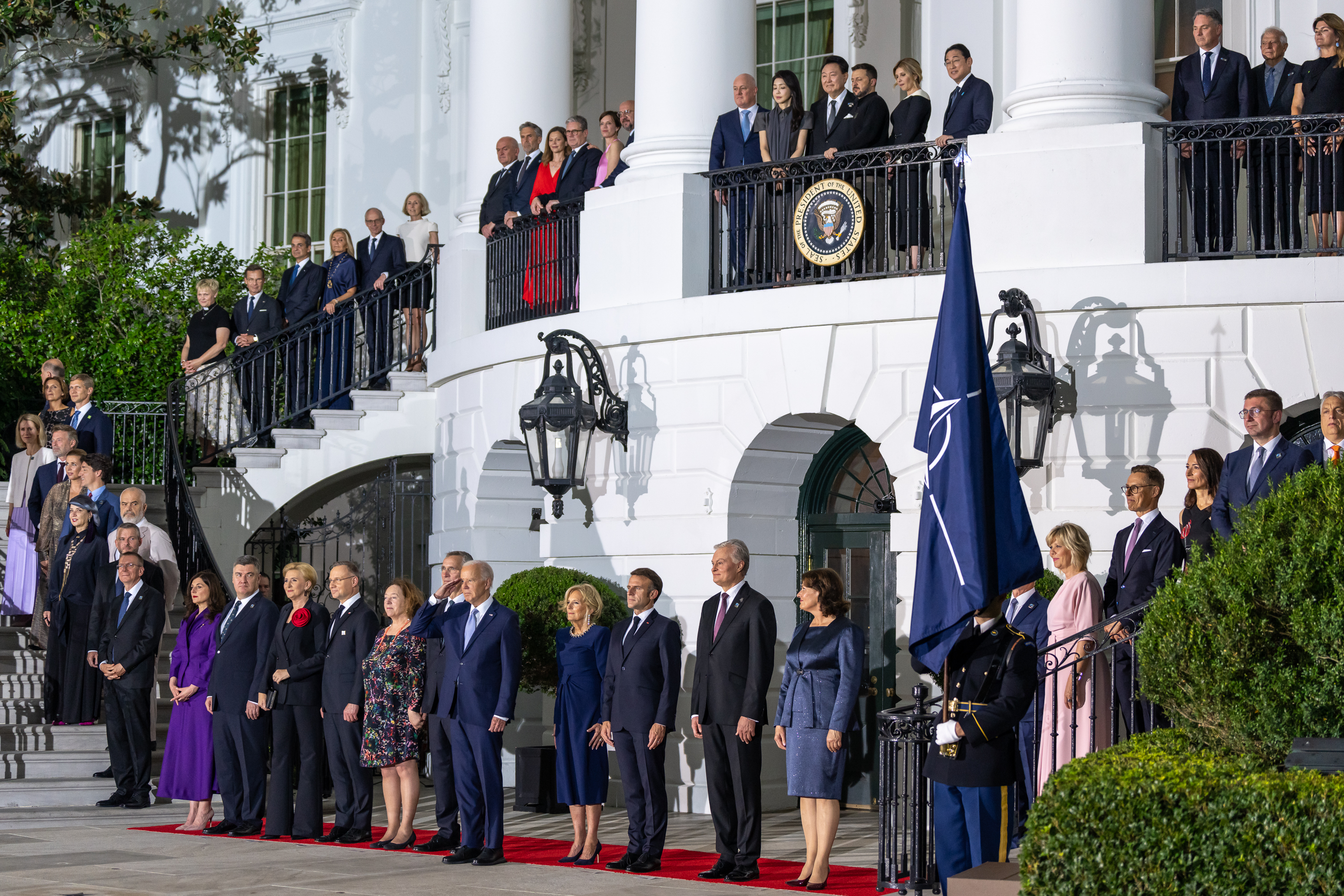
Slavnostní uvítání nejvyšších představitelů zemí NATO 10. července 2024 v Bílém domě u příležitosti zahájení 37. summitu NATO ve Washingtonu. Edi Rama je na snímku vlevo na schodech za slovenským prezidentem Peterem Pellegrinim.

Další zásadní reforma Ramovy vlády proběhla v energetickém sektoru, který byl na pokraji bankrotu po předchozích neúspěšných snahách o privatizaci. Ramova vláda prosadila platbu značného množství nezaplacených závazků a mohutně investovala do modernizace zastaralé distribuční sítě. V ekonomické oblasti se Ramovi rovněž dařilo. Hospodářský růst se z hodnoty 0,5 % v roce 2013 stoupl na 3,5 % v roce 2016 a v roce 2017 by měl překročit 4 %. Nezaměstnanost se snížila díky tvorbě nových pracovních míst. Se 14,7 % (2016) měla Albánie 4. nejnižší míru nezaměstnanosti na Balkáně.
Důležitá byla také správní reforma, reforma sociálního zabezpečení a důchodového systému a reforma vysokého školství. V mezinárodním měřítku se Rama rozhodl v duchu usmíření mezi Albánci a Srby navštívit Bělehrad, což byla první návštěva albánského představitele v této zemi za posledních 70 let. Při druhé návštěvě během ekonomického fóra v Niši Rama porovnal albánský a srbský proces usmíření s historickým usmířením mezi Francouzi a Němci po druhé světové válce. Rama je také klíčovým podporovatelem berlínského procesu, mezivládní platformy spolupráce mezi Evropskou unií a zeměmi západního Balkánu.
Socialistická strana se pod vedením Ramy zúčastnila parlamentních voleb v roce 2017, ve kterých zvítězila.

## Zahraniční politika
Od roku 2013 se Rama setkal s německou kancléřkou Angelou Merkelovou, americkým prezidentem Barackem Obamou, francouzským prezidentem Françoisem Hollandem, britským premiérem Davidem Cameronem, čínským premiérem Li Kche-Čchiangem, rakouským ministrem zahraničí Sebastianem Kurzem, papežem Františkem a mnoha dalšími.
Při několika příležitostech Rama uvedl, že Evropská unie potřebuje urychlit integrační proces západního Balkánu, považuje-li to za jediný způsob, jak utlumit nebezpečné tlaky v regionu a zabránit možnému výbuchu násilí, jako tomu bylo v devadesátých letech. Rama také odsoudil destabilizaci v důsledku rostoucího ruského vlivu v regionu.

## Umělec a spisovatel
Rama je aktivní malíř a jeho díla byla předmětem několika výstav: např. Janosova galerie v New Yorku (1993); Place de Médiathèque ve Francii (1995); Palais Jalta ve Frankfurtu (1997); Acud v Berlíně (1993); São Paulo v Brazílii (1994); Izrael (1995); Národní galerie v Tiraně, Albánie (1992) a Galerie XXI v Albánii (1999). V letech 2014 a 2017 uspořádal Rama výstavu na prestižním Biennale v Benátkách. V roce 2016 byl soubor jeho děl vystaven v prestižní galerii Marion Goodman v New Yorku.
Rama sepsal rovněž řadu knih. V roce 1992 vydal spolu s publicistou Ardianem Klosim knihu "Refleksione" (Reflexe). V roce 2009 vydal sbírku osobních poznámek a obrazů v knize Edi Rama. V listopadu 2011 vydal knihu úvah o svých letech ve funkci starosty Tirany s názvem Kurban.

## Osobní život
Od roku 2010 se Rama oženil s Linditou "Lindou" Rama (narozenou Basha, dříve Xhillari), ekonomkou a aktivistkou. Jeho žena je absolventkou univerzity v Tiraně a je držitelkou magisterského diplomu v oboru ekonomie a doktorkou ekonomických věd. Do roku 1998 pracovala na vysoké úrovni veřejné správy, mj. řídila Národní privatizační agenturu. Má dlouholetou akademickou praxi jako přednášející v oboru mezinárodních financí na univerzitě v Tiraně a přednáší na Evropské univerzitě v Tiraně. Je autorkou několika výzkumných studií a publikací v oboru. Spolu mají syna Zaho narozeného v roce 2014.
Edi Rama byl předtím ženatý s herečkou Matildou Makoçiovou. Pár se rozvedl v roce 1991. Rama má z prvního manželství.syna Gregora.

## Kontroverze
V roce 2003 byl Rama vyšetřován komisí albánského parlamentu pro zneužívání finančních prostředků města. Komise nedospěla k závěru, že by se Rama dopustil pochybení.
Rama také kritizoval skupinu bývalých politiků socialistické strany a některé novináře, kteří měli vést stranu autoritářskými metodami. Během komunální kampaně v roce 2007 vydali jeho soupeři několik fotografií Ramy v intimních pózách na nudistické pláži v jižní Francii.
Kvůli své okázalosti a vzpurným způsobům byl Rama často obviňován z arogance a elitářství, zvláště na počátku své politické kariéry. Při řadě příležitostí političtí odpůrci poukazovali na jeho osobní a rodinný život a vyvolávali pochybnosti o jeho sexuální orientaci.

## Ocenění
V říjnu 2002 získal Rama Cenu Kofiho Annana při příležitosti Mezinárodního dne za vymýcení chudoby. jako starosta Tirany působil v roce 2003 jako hostující profesor (Robert C. Wood Visiting Professorship of Public and Urban Affairs) na Massachusettské univerzitě v Bostonu.
V prosinci roku 2004 získal Rama v mezinárodní soutěži na základě přímého hlasování na internetu, pořádané neziskovou organizací CITYMAYORS se sídlem v Londýně, titul World Mayor. Časopis Time jej vyhlásil za jednoho z evropských hrdinů roku 2005[zdroj⁠?!] a zařadil jej tak mezi 37 osob, které mění svět k lepšímu.
V Ulcinjském dni 2015 dostal spolu s Hashimem Thaçim titul města čestného občana města Ulcinj. V roce 2017 obdržel Rama nejvyšší francouzské ocenění Řád čestné legie.[zdroj⁠?!]